# Мухаммад ибн Муса ибн Шакир
Абу Джафар Мухаммад ибн Муса ибн Шакир (араб. أبو جعفر محمد بن موسى بن شاكر‎; 803 — февраль 873) — средневековый геометр и астроном арабского Халифата, сын Мусы ибн Шакира, также занимавшегося астрономией, один из трёх братьев — выдающихся учёных, известных как Бану Муса.

## Научный вклад
Кроме нескольких астрономических сочинений, о которых не имеется достаточно точных сведений, Мухаммад ибн Муса ибн Шакир вместе со своими двумя братьями Ахмадом и ал-Хасаном составил сочинение по геометрии, переведённое в средние века на латинский язык под заглавием: «Liber trium fratrum de geometria. Verba filiorum Moysi filii Sekir, id est Maumeti, Hameti et Hasen». Авторы, по их словам, были намерены излагать только данные древними предложения и доказательства, в то время ещё неизвестные арабам. Между доказательствами есть и такие, которые авторы считают своими. Содержание книги: предложения о площадях и периметрах вписанных или описанных в окружность многоугольников; площадь круга; число π и его определение; выражение площади треугольника в его сторонах; центр шара; поверхность и параллельное основанию сечение конуса; предложения о поверхности полусферы; объём шара; построение двух средних пропорциональных; замечание о трисекции угла; извлечение кубического корня. Латинский перевод Герарда Кремонского сочинения Мухаммада ибн Мусы ибн Шакира с братьями издан в свет Максимилианом Куртце в 1885 году («Nova Acta der Ksl. Leop.-Carol. deutschen Akademie der Naturforscher» т. XLIX, Галле, стр. 109—167). По словам арабского математика конца X века ас-Сиджизи, Мухаммаду ибн Мусе ибн Шакиру вместе с его братьями принадлежит способ построения эллипса с помощью нити, равной длине его большой оси.
Сходство большей части имени Мухаммада ибн Мусы ибн Шакира с соответствующей частью имени аль-Хорезми, жившего в тот же период, впоследствии повело к смешению личностей обоих учёных, полноценно устранённому только исследованиями XIX века.